# Beauty Bible
《Beauty Bible》（韓語：뷰티바이블）是由韓國KBS Drama或KBS Story播出的綜藝節目，第一季由黃光熙（ZE:A）、全烋星（Secret）、姜承賢（名模）主持；第二季由Jessica、金栽經(Rainbow)主持，製作單位邀請不同藝人與明星，分享他（她）們的美妝知識或技巧。

## 各集資訊

### 第一季
- 佳仁(B.E.G.)。